# Druivenkoers 1997
La Druivenkoers 1997, trentasettesima edizione della corsa, si svolse il 27 agosto 1997 su un percorso di 195 km, con partenza e arrivo a Overijse. Fu vinta dal belga Andrei Tchmil della Lotto-Mobistar-Isoglass davanti al suo connazionale Marc Wauters e al danese Lars Michaelsen.

## Ordine d'arrivo (Top 10)
| Pos. | Corridore          | Squadra                 | Tempo    |
| ---- | ------------------ | ----------------------- | -------- |
| 1    | Andrei Tchmil      | Lotto-Mobistar-Isoglass | 4h50'00" |
| 2    | Marc Wauters       | Lotto-Mobistar-Isoglass | a 10"    |
| 3    | Lars Michaelsen    | TVM-Farm Frites         | s.t.     |
| 4    | Arvis Piziks       | Rabobank                | s.t.     |
| 5    | Raymond Meijs      | Foreldorado-Golff       | a 14"    |
| 6    | Frank Høj          | Collstrop-Zeno Project  | a 21"    |
| 7    | Jans Koerts        | Rabobank                | s.t.     |
| 8    | Marc Patry         |                         | s.t.     |
| 9    | Tom Desmet         | Collstrop-Zeno Project  | s.t.     |
| 10   | Mikael Holst Kyneb | P.S.V. Köln             | s.t.     |